# جون دوغان
جون دوغان (بالإنجليزية: John Dugan)‏ هو ممثل أمريكي، ولد في 1940 في برازيل في الولايات المتحدة.

## أعمال

### أفلام
- (1974) مجزرة منشار تكساس[4][5]
- (1994)  الجيل الجديد

### مسلسلات
- اكذب علي

## وصلات خارجية
- جون دوغان على موقع IMDb (الإنجليزية)
- جون دوغان على موقع ألو سيني (الفرنسية)
- جون دوغان على موقع أول موفي (الإنجليزية)
- جون دوغان على موقع قاعدة بيانات الأفلام السويدية (السويدية)
- جون دوغان على موقع قاعدة بيانات الفيلم (الإنجليزية)
- جون دوغان على موقع كينوبويسك (الروسية)